# Кроу, Рейчел
Ре́йчел Ке́лли Кро́у (англ. Rachel Kelly Crow; род. 23 января 1998, Лос-Анджелес) — американская певица, актриса и комик.

## Биография
Рейчел Кроу родилась 23 января 1998 года в городе Миде, штат Колорадо. Свою первую песню «Breathe» она исполнила в возрасте полутора лет, а в шесть лет Рейчел уже принимала участие в школьном конкурсе талантов. В 2010 году родители привезли девочку в Лос-Анджелес, чтобы исполнить её мечту стать актрисой, и в начале 2011 года 13-летняя Рейчел уже проходила прослушивание для знаменитого американского телевизионного конкурса талантов The X Factor.

## Фильмография
| Год  |   | Русское название | Оригинальное название | Роль  |
| ---- | - | ---------------- | --------------------- | ----- |
| 2012 | ф | Биг Тайм Раш     | Big Time Rush         | Винни |
| 2013 | ф | Шоу Фреда        | Fred: The Show        | Старр |
| 2014 | ф | Рио 2            | Rio 2                 | Карла |